# Willisham
Willisham is een civil parish in het bestuurlijke gebied Mid Suffolk, in het Engelse graafschap Suffolk. In 2001 telde het dorp 268 inwoners.